# Our Lady of Sorrows Church (Garrynamonie)

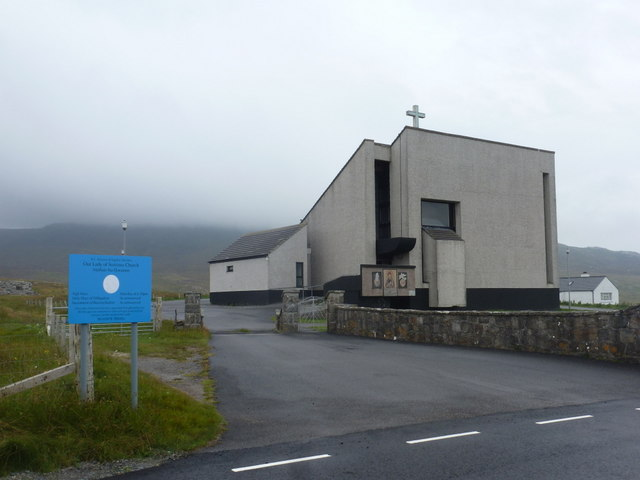
Our Lady of Sorrows Church

Die Our Lady of Sorrows Church ist ein römisch-katholisches Kirchengebäude auf der schottischen Hebrideninsel South Uist. 2009 wurde das Gebäude in die schottischen Denkmallisten in der Kategorie B aufgenommen.

## Geschichte

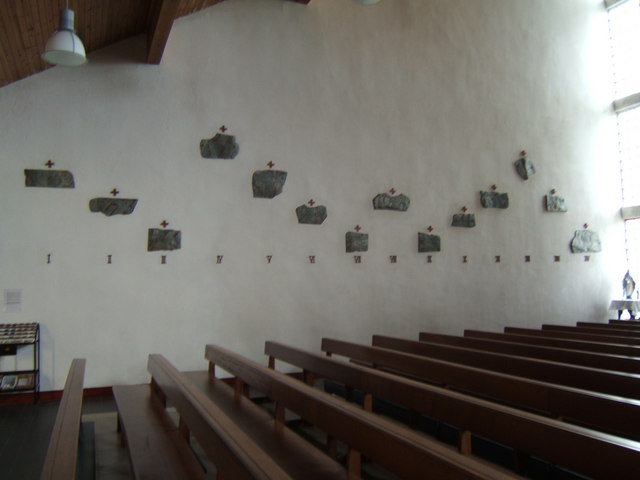
14 Stationen des Kreuzwegs

Der Pfarrer der St Peter’s Church in Daliburgh, McKellaig, initiierte den Kirchenbau zur Entlastung seiner Gemeinde. Obschon McKellaig als konservativ galt, entschied er sich für einen modernen Entwurf des jungen Architekten Richard McCarron, der sich damit seinen ersten größeren Auftrag sicherte. Aufgrund der hohen Kosten bei Beauftragung von Bauunternehmen vom schottischen Festland und der Vorgabe eines wirtschaftlichen Baus, wurden ungewöhnlicherweise Inselbewohner für den Bau engagiert, welche der Ingenieur Dudley Gibb insbesondere bezüglich des Stahlbetongusses anleitete. Ziel war die Fertigstellung innerhalb von 15 Monaten, welche auch gelang. Das ursprünglich eingeplante, bescheidene Budget in Höhe von 18.500 £ reichte jedoch nicht für den Bau aus und musste auf 20.000 £ erhöht werden. Die Our Lady of Sorrows Church eröffnete am 5. Mai 1965. Die Widmung der Mater Dolorosa erfolgte in Gedenken an die gefallenen Insulaner der beiden Weltkriege. Ein Fassadenbildnis aus Kacheln des Künstlers David Harding, der an der Glasgow School of Art lehrte, überstand die widrigen Wetterbedingungen South Uists nicht und wurde 1994 ersetzt.

## Beschreibung
Die Our Lady of Sorrows Church steht abseits der B888 am Ostrand der Streusiedlung Garrynamonie im Südteil der Insel. Sie bildet eine Landmarke in der flachen und unbewaldeten Landschaft. Stilistisch weist das moderne Bauwerk mit seinem schlichten, wuchtigen Äußeren und der geschickten Beleuchtung durch schmale Fensteröffnungen Parallelen zu den Arbeiten Gillespie, Kidd & Coias auf, und könnte beispielsweise von der St Paul’s Church in Glenrothes inspiriert worden sein. Es besteht aus drei miteinander verbundenen Backsteinbauten, in deren Fassaden meist schmale Fenster vertikal angeordnet sind. Die Schieferdeckung des Dachs, das aus zwei Elementen gleicher Neigung, jedoch unterschiedlicher Höhe besteht, stammt von der kleinen Nachbarinsel Stuley. Das Dach schließt mit einem schlichten Kreuz, das beleuchtbar ist und nachts als Orientierungshilfe für Fischer dienen soll. Eine Rampe führt zu dem Hauptportal aus Mahagoni. Vor dem Portal befindet sich das 1994 installierte, von Michael Gilfedder gestaltete Wandbild Mathair na Dorainne („Sorgenmutter“).
Der Aufbau des Innenraums mit seiner zentralisierten Anordnung folgt den zeitgenössischen Vorgaben der Vatikans zur Erzeugung einer größeren Nähe zwischen dem Geistlichen und der Gemeinde. Die Kirche bietet Sitzplätze für 300 Personen. Installiert ist ein weiteres Wandbild Hardings mit dem Titel A Chridh Iosa, Fhurnais laiste na carrantachd, dean trocair oirnn. Des Weiteren zieren die 14 Stationen des Kreuzwegs, entworfen von dem lokalen Priester Calum MacNeill, eine weitere Wand.